# Kate Gillou-Fenwick

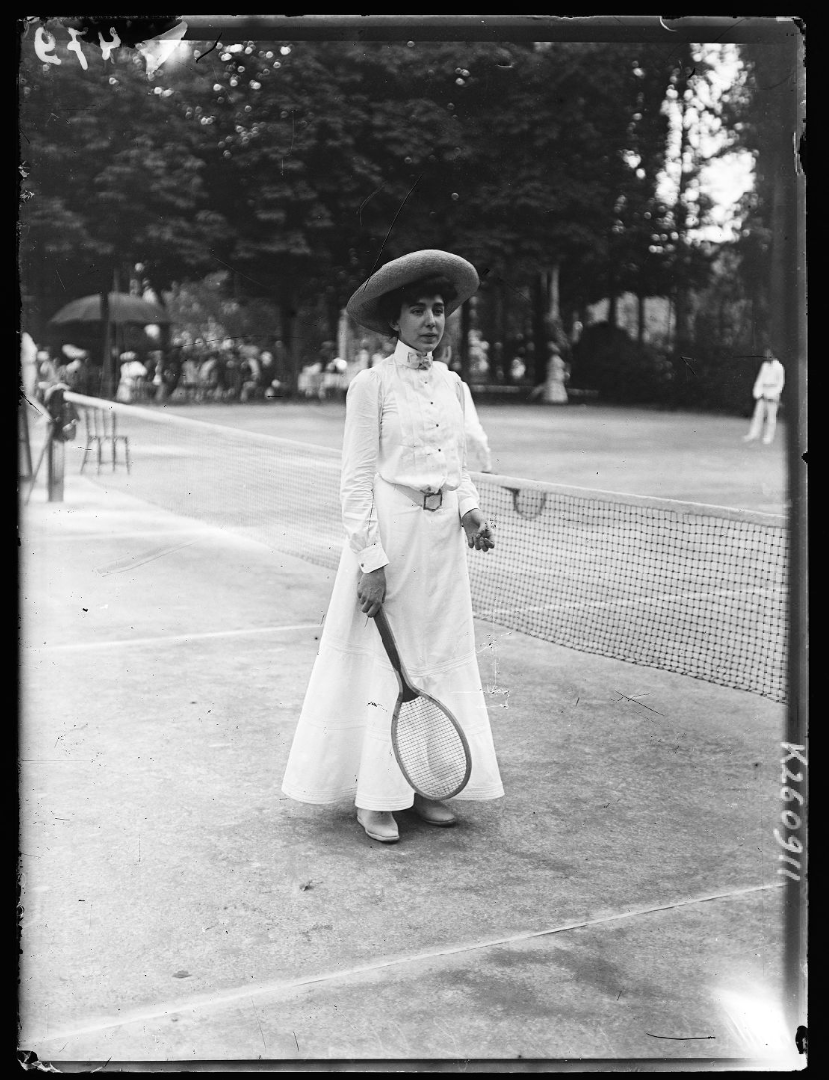
Katie Gillou 1904

Catherine Marie Blanche „Kate“ Gillou-Fenwick (* 19. Februar 1887 in Paris; † 16. Februar 1964 ebenda) war eine französische Tennisspielerin zu Beginn des 20. Jahrhunderts. 
Bekannt wurde sie durch ihre Siege beim Championnat de France International de Tennis, dem Vorgängerturnier der French Open. Zu ihrer Zeit waren nur Amateurspielerinnen, die Mitglied in einem französischen Club waren, teilnahmeberechtigt. Erst seit 1925 ist das Turnier für Spieler anderer Clubs offen und seit 1968 auch für Profis.
Sie gewann in den Jahren 1904, 1905, 1906 und 1908 den Titel im Dameneinzel. 1904 und 1908 gewann sie an der Seite von Max Décugis außerdem den Mixed-Wettbewerb.
Ihre Geschwister Antoinette Gillou und Pierre Gillou spielten ebenfalls Tennis.